# Jean-Louis Levi-Alvarès
Jean-Louis Lévi Alvarès est un monteur et réalisateur français né le 16 octobre 1913 à Paris et mort le 26 février 1977 à Clichy. 

## Biographie
Jean-Louis Lévi Alvarès est le fils de Jacques Lévi Alvarès (1883-1951), fondateur de la BAM (maison de disques), et de Geneviève Peset (1884-1979), l'arrière petit fils de David Lévi Alvarès et l'époux d'Irène Joachim. Il a travaillé dans le cinéma en tant que monteur, assistant-réalisateur et réalisateur.

## Filmographie
Monteur
- 1954 : Le Secret d'Hélène Marimon d'Henri Calef
- 1954 : Pas de coup dur pour Johnny d'Émile Roussel
- 1954: Varsovie, quand même de Yannick Bellon
- 1956 : Les Copains du dimanche d'Henri Aisner
- 1958 : Liberté surveillée d'Henri Aisner et Vladimir Voltchek
- 1962 : Le bonheur est pour demain de Henri Fabiani
- 1964 : Lacq-en-France, court métrage réalisé par Henri Fabiani
- 1964 : Le Temps redonné, court métrage (coréalisateur : Henri Fabiani)
- 1965 : La Cage de verre (coréalisateur : Philippe Arthuys)

Assistant réalisateur
- 1949 : Le Crime des justes de Jean Gehret

Réalisateur
- 1964 : Le Temps redonné, court métrage (coréalisateur : Henri Fabiani)
- 1965 : La Cage de verre (coréalisateur : Philippe Arthuys)